# Cupido barbarus
Cupido barbarus är en fjärilsart som beskrevs av Gmelin 1790. Cupido barbarus ingår i släktet Cupido och familjen juvelvingar. Inga underarter finns listade i Catalogue of Life.